# Új arcvonal
Új arcvonal – 1931-ben Kolozsvárt megjelent kötet, alcíme szerint „tizenkilenc fiatal erdélyi író antológiája”. Mintája minden bizonnyal a „hőskor” egy másik csoportos jelentkezése, a Tizenegyek antológiája (1923) volt, közvetlen előzménye pedig az Erdélyi Fiatalok, amelytől azonban különbözött határozottabb közéleti állásfoglalásával.

## Az antológia szerzői, fogadtatása
A kötet szerzői: Bányai László, Bélteky László, Dánér Lajos, Debreczeni László, Flórián Tibor, Gagyi László, Jancsó Elemér, Janovics András, Kolozsvári Grandpierre Emil, Kovács György, Kovács Katona Jenő, Kováts József, László Dezső, Méliusz József, Óvári Éva, I. Szemlér Ferenc, Thury Zsuzsa, Varró Dezső, Wass Albert.
Az antológia élénk fogadtatásra talált: Reményik Sándor az Erdélyi Helikonban személyes hangon szólítja meg a kötet szerzőit: „Ti… nem vagytok egységes arcvonal és nem vagytok egyformán fiatalok az én érzésem szerint: hála Istennek, még nem vagytok egy új csukaszürkébe uniformizált lelki »katonái az időnek«. A kollektivitás szavalókórusa nem dübörög belőletek, a világtengerek morajló monotóniája sem.” Kritikája további részében elsősorban a kötetben megjelent három tanulmánnyal foglalkozik. Jancsó Elemérnél kifogásolja a „mondvacsinált objektivitást”, a kategorikus ítélkezést az egész előző nemzedék fölött; László Dezsőnek A kisebbségi élet ajándékai című írása kapcsán viszont azt tartja kiemelendőnek, hogy „felfedi és megdicsőíti a transzilvanizmus lényegét, amikor igazi keresztény lélekkel a kisebbségi élet ajándékairól beszél”; Debreczeni Lászlóéval kapcsolatban túlzónak érzi a szerzőnek azt a megállapítását, miszerint a magyar művészet forrását kizárólag a népben kell keresni, s elutasítja azt a Szabó Dezső „rég elcsépelt, nevetséges vérség-elméleté”-ből kiinduló állítást, miszerint „igazi művész csak vér szerinti magyar lehet”. Foglalkozik a szépirodalmi anyaggal is: a versekből kirajzolódó képet heterogénnek, a prózát pedig különösen súlytalannak érzi. A költők közül Varró Dezsőt, Szemlér Ferencet és Bányai Lászlót emeli ki: „Ők – írja – valóban »utánpótlás« és nekünk beteljesedő drága reménységünk.”
Dsida Jenő egy fél évvel azután, hogy „elültek már a hullámok, melyeket nem is annyira maga az antológia, mint inkább a körülötte süvöltő irodalmiatlan jellegű szelek kavartak”, három kérdésre is negatív választ ad az Új arcvonallal kapcsolatban: szerinte ez a kötet nem jelent újat az irodalom számára, nem mutat fel új tehetségeket, s nem mutat fel semmiféle világnézeti egységet, ami indokolná a közös jelentkezést. Egyenként véve ezután a szerzőket, a költők közül ő is Bányai Lászlót, Szemlér Ferencet és Varró Dezsőt emeli ki, s Méliusz Józsefben érzi „a tehetség valószínű ígéretét”. Elismerő viszont a prózaanyagból Janovics András, Kolozsvári Grandpierre Emil és Kováts József iránt. Egészében véve mégis csalódott: „…ugyanazt csinálja az Új arcvonal tizenkilenc fiatal írója is, amit a negyven-ötvenéves elődei csináltak, csak sokkal fakóbban, sokkal gyöngébben, összehasonlíthatatlanul lankadóbban és cinikusabban.”
Gaál Gábornak a Helikonnal folytatott polémia jegyében fogant véleménye egyenesen lesújtó: „Tizenkilenc fiatal erdélyi keresztmetszete annak a zűrzavarnak, amit az idősebb Helikon-generáció idézett fel Erdélyben. Jó részük, elsősorban a költők (az egy Szemlér Ferenc kivételével) tipikus Helikon-dilettáns. Több fejlettség akad a prózaírók közt… Melius kivételével azonban ezek sem haladják meg közölt darabjaikban a Helikon absztrakt irodalmát. Még rosszabbat kell megállapítani az antológia két ideológusáról, László Dezsőről és Debreczeni Lászlóról, Szabó Dezső és Makkai Sándor e visszataszító süvölvényeiről.”
A csoport hitvallását egyébként a Gaál Gábor által megdicsért Jancsó Elemér fogalmazta meg Az erdélyi magyar irodalom útjai című tanulmányában: „Az író nem különálló egyéniség többé, aki elzárkózhatik a körülötte zajló világtól, hanem annak része, atomja csupán. Tehetsége csak akkor ér valamit, ha általa a közösség vágyai, érzésvilága tudnak megszólalni.” Jancsó a megelőző nemzedék ideológiáját, a transzilvanizmust is kritikával illeti: „A szenvedők és dolgozók erdélyisége – írja – távol áll attól a levegőben lógó megközelíthetetlen erdélyi ideáltól.” Ezt az elhatárolódását néhány évvel később, egy nagy vihart kiváltott tanulmányában (Erdély magyar irodalmi élete 1918-tól napjainkig. Nyugat, 1935/4) is kifejti.
A csoport jobbjainak további pályája eltérő irányokba vezetett: Kováts József korán elhunyt, Kolozsvári Grandpierre Emil regényében (A rosta. Kolozsvár, 1931) a magyarság törzséről lemorzsolódó, vegyes házasságban elvesző asszony sorsán át mutatta meg az erdélyi középosztály megalkuvását, Kovács György nemegyszer naturalizmusba hajló regényeiben, elbeszéléseiben nyújtott illúziótlan betekintést az erdélyi magyar falu életébe, László Dezső és Debreczeni László már akkor az Erdélyi Fiatalok alapemberei voltak, Kovács Katona Jenő és Méliusz József hamarosan a Korunk táborában adta jelét világnézeti radikalizmusának, míg Gagyi László, Wass Albert és Szemlér Ferenc (aki néhány év múlva Jelszó és mítosz című esszéjével kavarja fel a transzilvanizmus körül az irodalom állóvizeit) a helikoni táborban bontakoztatták ki költői- és elbeszélői tehetségüket.